# Ariomma indicum
Ariomma indicum är en fiskart som först beskrevs av Day, 1871.  Ariomma indicum ingår i släktet Ariomma och familjen Ariommatidae. Inga underarter finns listade i Catalogue of Life.